# Iradj Mirza
 (janvier 2020).
Si vous disposez d'ouvrages ou d'articles de référence ou si vous connaissez des sites web de qualité traitant du thème abordé ici, merci de compléter l'article en donnant les références utiles à sa vérifiabilité et en les liant à la section « Notes et références ».
 (janvier 2020).
Iradj Mirza  (en persan : ایرج میرزا / Iraj Mirzâ, aussi transcrit Iraj Mirza) né en 1874 et mort en 1926, détenteur du  titre de Djalal-ol-Mamalek (en persan : جلال‌الممالک), fils de Gholam Hossein Mirza, est un célèbre poète iranien. Il est aussi un activiste politique.

## Biographie
Iradj est né en octobre 1874 à Tabriz, capitale de la province de l'Azerbaïdjan oriental en Iran. Son arbre généalogique montre qu'il est descendant de Fath Ali Chah Qadjar, le second shah de la dynastie Qajar (régné de 1797 à 1834) : 
- Fath Ali Chah Qadjar : Malek Iradj Mirza : Gholam Hossein Mirza : Iradj Mirza.

Gholam Hossein Mirza, le père d'Iradj, était un poète lauréat ou le poète officiel de la cour de Mozaffaredin Mirza, fils de  Nassereddine Chah (le quatrième shah de la  dynastie Qajar, régné de 1848 à 1896), était le prince héritier du roi (en persan: Vali-Ahd) de l'Iran à l'époque. (Selon une tradition, tous les princes hériters du roi durant l'ère de Qajar résidaient à Tabriz). Bien que certains sources indiquent qu'Iradj fréquentait une école privée, il y a des indices suffisantes pour dire qu'il a étudié dans une des branches de la Maison de Sciences et Techniques (en persan: Dar-ol-Fonoun) à Tabriz. À 15 ans, il parlait couramment français, arabe et turc ; il était familier avec l'art de la calligraphie. Son écriture était très artistique et il était et il est encore considéré comme un des calligraphes de l'Iran le plus connu.
À 16 ans, Iradj se marie et à 19 ans il perd son père et sa femme. Il remplace alors son père dans sa position de Poète de la Cour de Mozaffareddine Mirza. À 22 ans, lorsque Mozaffaredin Mirza succède au trône en 1896 et devient Mozaffareddine Chah ; Iradj prend le titre du poète en chef (en persan: Sadrol-Shaaeryn ou Sadrol-Show-Araa). Alors on lui donne le titre de Jalaalolmamalek.
Quelques années plus tard, pourtant, il quitte la cour royale pour  joindre le bureau de Ali Khan Amindowleh à Tabriz qui était  le gouverneur de l'Azerbaïdjan oriental. À ce temps, Iradj apprend le français et devient très familier avec le russe aussi. En 1905, quand Ali Khan Amindowleh s'installe à Téhéran, Iradj l'accompagne aussi et il s'implique rapidement  dans la révolution constitutionnelle persane. En 1907, quand   Ahmad Ghavam Saltaneh, une autorité gouvernementale, le désigne pour aller en Europe, Iradj est demandé de joindre Ahmad Ghavam Saltaneh. Deux ans plus tard, Iradj returne à Téhéran où il commence à travailler comme un membre de l'Office des Rédactions Officielles (en persan: Daarol-en-Shaa). En 1915, Son fils aîné, Ja'afar Gholi Mirza se suicide en raison de certains problèmes psychologiques. 
En 1917, Iradj joigne le Ministère de la culture, récemment établi, et trois ans plus tard il est transféré au Ministère des finances et revenus. De 1920 au 1925 il travaille comme un fonctionnaire des Revenus à Mechhed (capitale de Khorassan-e Razavi, une province au nord-est de l'Iran). À 52 ans, Iradj revient à Téhéran où il meurt au 14 mars 1926. Son second fils, Khosrow Iradj, est son hériter.

## Poèmes
Iradj est considéré comme un des poètes contemporains les plus connus de l'Iran et aussi le premier maître de la poésie du langage familier.

## Tombe
Sa tombe est au cimetière de Zahir o-dowleh entre Darband et  Tajrish situé à Shemiran, au nord de Téhéran.